# Бекман, Иоганн
Иоганн Бекман (иногда Беккман) (нем. Johann Friedrich Beckmann; 4 июня 1739—3 февраля 1811) — немецкий учёный, придумавший термин «технология» для обозначения «науки о ремесле». Он был первым, кто стал преподавать технологию, и писать о ней как о научном предмете.

## Биография
Бекман родился 4 июня 1739 в городе Хойа в курфюршестве Ганновер, где его отец был почтальоном и сборщиком налогов. Образование он получил в Гёттингенском университете, где изучал теологию, математику, физику, естествознание, а также государственные финансы и управление. После окончания обучения, в 1762, он проводил исследования в Брауншвейге и Нидерландах, изучая рудники, фабрики и музеи естественной истории.
Смерть матери в 1762 лишила его надежд на поддержку, и в 1763 он принял приглашение пастора лютеранской общины, Антона Фридерика Бюшинга, основателя современных историко-статистических методов географии, и стал преподавать естественную историю и физику в Главном немецком училище Св. Петра (Петришуле) в Санкт-Петербурге.
Эту должность он оставил в 1765. В 1765—1766 он путешествовал по Дании и Швеции, где изучал методы разработки рудников, организации фабрик и литейных цехов, а также собирал данные об искусстве и естествознании. В путешествии он познакомился и подружился с Линнеем. Его путевой дневник, написанный в этом путешествии, «Schwedische Reise in den Jahren 1765—1766», был опубликован в Уппсале в 1911.
В 1766 он был назначен внештатным профессором философии университета в Гёттингене, в котором и проработал следующие 45 лет. Там он читал лекции о политической и прикладной экономике, а в 1768 основал ботанический сад по принципам Линнея. Его успех был так велик, что в 1770 его назначили штатным преподавателем.
Бекман часто водил своих студентов в мастерские, чтобы они могли овладеть не только теоретическими, но и практическими навыками в различных ремеслах. Он и заинтересовывал их, и объяснял им историю и сложившееся положение в тех направлениях в ремеслах и науке, о которых он рассказывал. Но, несмотря на свои усилия и рвение, он не мог получить объём знаний, необходимый для этих занятий. Тогда он ограничил внимание только несколькими практическими искусствами и ремеслами. Этим стараниям мы обязаны появлению его «Beiträge zur Geschichte der Erfindungen (1780—1805)», переведенному на английский язык как «History of Inventions, discoveries and origins» (История открытий, изобретений и истоков) (1780, 4е издание выпущено в 1846) — работе, в которой он связал истоки, историю и нынешнее состояние различных машин, утвари и других приспособлений, используемых в ремесле и домашнем хозяйстве.
Эта работа, которую называли «ценной» ещё в начале ХХ-го века, позволяет назвать Бекмана основателем научной технологии — термин, впервые употребленный им в 1772.
Бекмановский подход был новым для эпохи Просвещения, а его аналитические работы по технологии были отражением «Энциклопедии, или толкового словаря наук, искусств и ремёсел» Дидро. Он был вдохновлен классифицированными работами Линнея и «Bibliothtecae» Альбрехта фон Галлера.
Никто в Англии того времени не писал ничего подобного. Бекман был первым, кто стал писать исторические и критические доклады о технологиях ремесел и производства и опубликовал классификацию технологий. Его целью было провести исследования, которые вдохновили бы других на дальнейшее развитие науки.
В 1772 Бекман был избран членом Королевского Общества Гёттингена, и создавал научные труды для него до 1783, когда отказался от дальнейшего участия в его работе. Также он был членом научных обществ в Целле, Галле, Мюнхене, Эрфурте, Амстердаме, Стокгольме и Санкт-Петербурге. В 1784 он был назначен советником ганноверского суда, а в 1790 избран иностранным членом Королевской Шведской Академии Наук.
Он умер 3 февраля 1811.
Клемм говорил: «Он должен быть признан первым заслуживающим доверия историком изобретений, а также почтен как отец учения об истории технологий».

## Библиография

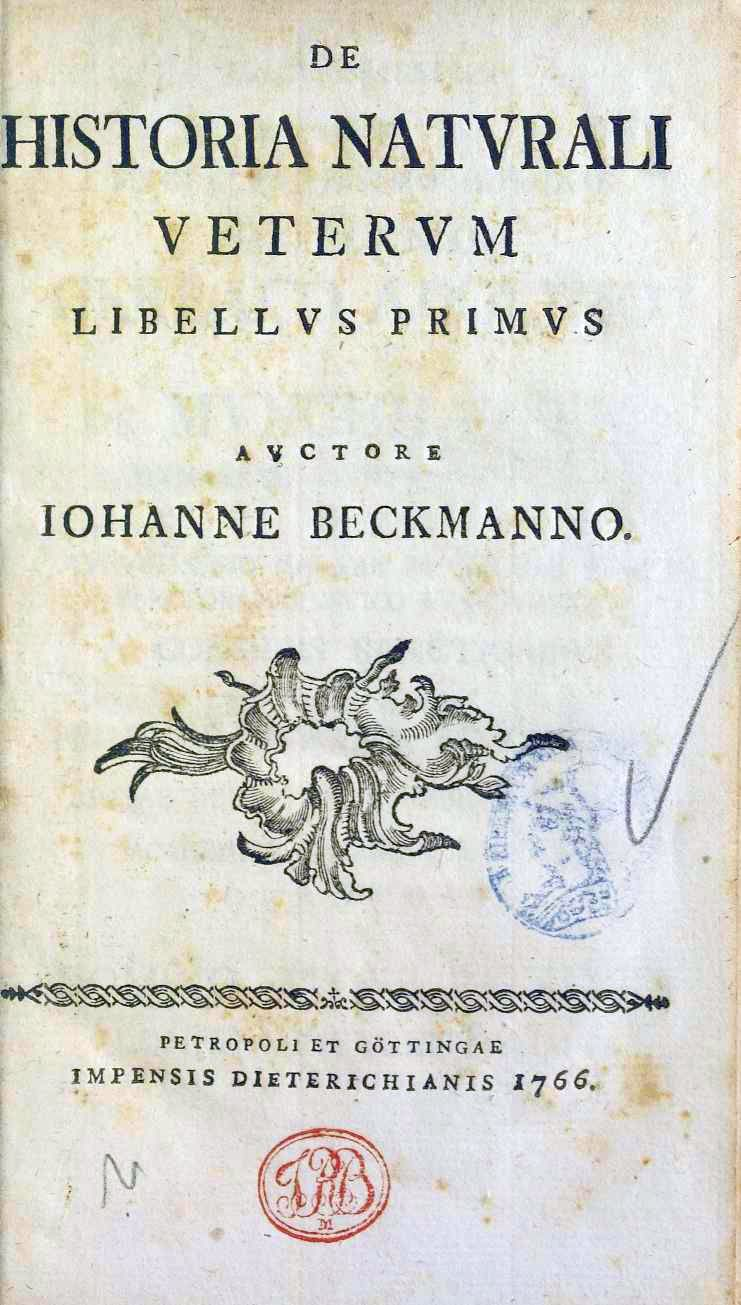
De historia naturalis veterum libellus primus, 1766

## Память в наши дни
В 1987 в Хойе для прославления жизни и трудов Бекмана было основано Общество Иоганна Бекмана.